# ТЭЦ Нова Сажина
ТЭЦ Нова Сажина – теплоэлектроцентраль на востоке Польши, за четыре десятка километров на северо-восток от Ряшева. Создана по технологии комбинированного парогазового цикла.
В 2000 году на площадке станции ввели в эксплуатацию энергоблок номинальной мощностью 116 МВт, который имеет две газовые турбины PG6561B DLN мощностью по 43,4 МВт, изготовленные компанией Thomassen International (по лицензии General Electric). Через котлы-утилизаторы они питают одну паровую турбину мощностью 39 МВт.
Помимо производства электроэнергии, станция может поставлять 70 МВт тепловой энергии, в частности, для потребностей химического завода Organika-Sarzyna.
В качестве топлива используется природный газ в объеме до 0,18 млрд м³ в год (неподалеку проходит газотранспортный коридор Ярослав — Варшава).
Связь с энергосистемой осуществляется по ЛЭП, рассчитанной на работу под напряжением 110 кВ.
Проект станции был запущен энергетическим концерном Enron (известным своим банкротством на фоне махинаций со счетами), на данный момент ТЭЦ принадлежит компании Polenergia.